# Isabella Rosselliniová
Isabella Fiorella Elettra Giovanna Rosselliniová (* 18. červen 1952, Řím) je italsko-americká herečka a modelka. Je známá svým úspěšným působením jako modelka Lancôme.

## Soukromý život
Je dcerou švédské herečky švédského a německého původu Ingrid Bergmanové a italského režiséra Roberta Rosselliniho, který se narodil v Římě do rodiny původně pocházející z oblasti Pisy v Toskánsku. Má sedm sourozenců. V letech 1979–1982 byl jejím manželem americký režisér Martin Scorsese, poté byla partnerkou režiséra Davida Lynche (1986–91) a následně herce Gary Oldmana (1994–1996).

## Herecká kariéra
Průlomem v její herecké kariéře se roku 1986 stal mysteriózní snímek Davida Lynche Modrý samet (Blue Velvet), kde ztvárnila hlavní roli zpěvačky. Úspěch jí přinesl i rok 1992, kdy hrála v černé komedii Roberta Zemeckise Smrt jí sluší (Death Becomes Her) a také hrála v klipu zpěvačky Madonny Erotica, což jí přineslo pověst „sexsymbolu“. Vzápětí svou pozici hvězdy upevnila ve snímcích Fearless (1993) či Wyatt Earp (1994). Čtrnáct let byla hlavní tváří kosmetické značky Lancôme.